# Ворота Талипоч
Ворота Талипоч (Талипач) (узб. Talipoch darvozasi) — крепостные ворота в Бухаре (Узбекистан), воздвигнутые во второй половине XVI века, при узбекском правителе Абдулла-хане II, в тогдашней столице Бухарского ханства. Были врезаны на западной части бухарской крепостной стены. Являются одними из двух хорошо сохранившихся, и 11-ти когда либо существовавших ворот Бухары. Эти также были одними из двух ворот Бухары, через которых проходила дорога ведущая в сторону древних Ромитана и Хорезма. Около ворот выходила главная водная артерия города — канал Шахруд. Ворота отреставрированы в 1960 году мастерами А. Саломовым и М. Мубиновым и в 2005 году — С. Каримовым.
Находятся в махалле им. Ходжи Гунджари, поблизости от центрального городского базара и мавзолея Чашма-Аюб, в котором паломники поклоняются памяти праведника Аййуба (ветхозаветного Иова); на краю центрального городского парка культуры и отдыха, в разное время носившем имена С. М. Кирова и Саманидов.
Архитектурный памятник входит в «Национальный перечень объектов недвижимости материального культурного наследия Узбекистана» и является частью «Исторического центра города Бухара», включённой в список объектов всемирного наследия ЮНЕСКО. В настоящее время является объектом туристического показа.
Государственная программа предусматривала реставрацию ворот и благоустройство территории в 2019 году.